# Tibet Initiative Deutschland

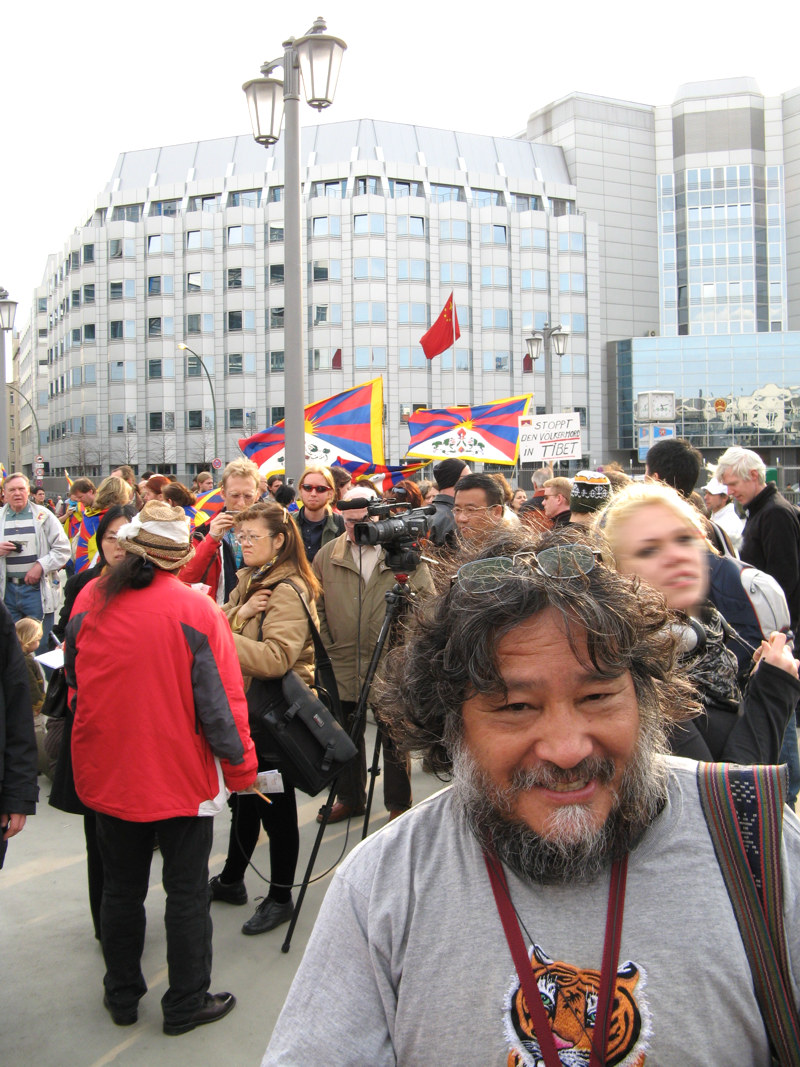
Demonstration für die Menschenrechte in Tibet vor der chinesischen Botschaft in Berlin, 2008. Vorne rechts Tsewang Norbu, Mitbegründer der TID.

Die Tibet Initiative Deutschland e. V. (TID) ist ein 1989 gegründeter gemeinnütziger Verein mit Sitz in Berlin. Die TID setzt sich für das Selbstbestimmungsrecht des tibetischen Volks und die Wahrung der Menschenrechte in Tibet ein. Bundesweit gibt es 50 Regionalgruppen und Kontaktstellen, in denen sich rund 1.500 Mitglieder ehrenamtlich engagieren. Die TID zählt zu den größten deutschsprachigen Tibet-Unterstützergruppen. Sie ist Mitglied im Internationalen Tibet-Unterstützer-Netzwerk (Hauptsitz London).

## Vereinsgeschichte
Die Tibet Initiative Deutschland e. V. wurde am 8. August 1989 anlässlich der schweren Unruhen in Tibet und deren gewaltsamer Niederschlagung von Exiltibetern und deutschen Tibet-Unterstützern in Bonn gegründet. Die TID gründete sich als Basisbewegung (Grass-roots-movement) und agiert seither als politische Interessensvertretung der Tibeter in Deutschland. Einer ihrer Mitbegründer war der Menschenrechtler Tsewang Norbu.

## Arbeitsweise und Selbstverständnis
Die TID ist parteipolitisch und religiös ungebunden und hat den Status der Gemeinnützigkeit. Sie bekennt sich zu den unveräußerlichen Menschenrechten, demokratischen Prinzipien sowie zur Gewaltlosigkeit. Der Verein unterstützt die Tibeter als politisch und religiös Verfolgte. Er tritt für das Selbstbestimmungsrecht der Tibeter in Tibet ein und unterstützt die Tibeter in ihrem gewaltlosen Kampf für den Erhalt der nationalen Identität, Kultur und geistig-religiösen Tradition. Die TID nimmt mit friedlichen Mitteln Einfluss auf die Volksrepublik China, damit Willkür, Folter, politische und kulturelle Unterdrückung in Tibet ein Ende haben.
Die TID informiert über
- die aktuelle politische Situation in Tibet
- Menschenrechtsverletzungen in Tibet
- politische Gefangene
- die internationale Tibet-Politik
- die Ausbeutung der natürlichen Ressourcen und die Zwangsansiedlung der Nomaden.

Die Tibet Initiative Deutschland e. V. spricht mit Entscheidungsträgern aus Politik und Wirtschaft. Der Verein steht in Kontakt mit der Tibetischen Exilregierung in Indien und deren Vertretern in Europa. Um auf die Tibetproblematik aufmerksam zu machen, veranstaltet die TID bundesweit Aktionen, Demonstrationen und Mahnwachen und führt öffentlichkeitswirksame Veranstaltungen durch. Die TID-Regionalgruppen und Kontaktstellen organisieren zum Beispiel Filmabende, Infoveranstaltungen, Podiumsdiskussionen und politische Aktionen.
Regelmäßig erscheint das Magazin Brennpunkt Tibet, das über Neuigkeiten aus Tibet, ein wechselndes Schwerpunktthema und Aktionen in Deutschland berichtet sowie tibetbezogene Filme und Literatur rezensiert. Das Magazin erscheint seit 2024 auch online.

## Aktionen und Kampagnen
FREE ME–Kampagne Mit der FREE ME-Kampagne setzt sich die TID kontinuierlich für politische Gefangene in Tibet ein. Die TID informiert über aktuelle Fälle, sammelt u. a. Unterschriften für deren Freilassung und die Verbesserung der Haftbedingungen und veranstaltet öffentlichkeitswirksame Aktionen.
Flagge zeigen für Tibet! Seit 1996 gibt es die Kampagne „Flagge zeigen für Tibet!“. Die TID ruft jährlich zum 10. März Landkreise, Städte und Gemeinden dazu auf, die tibetische Flagge an ihren Rathäusern und öffentlichen Gebäuden zu hissen. Damit bestärken sie das Recht der Tibeter auf Selbstbestimmung und sprechen sich gegen die Menschenrechtsverletzungen in Tibet aus. Hintergrund der Kampagne ist der 10. März – Jahrestag des tibetischen Volksaufstandes von 1959 gegen die chinesische Besatzungsmacht. 2014 übernahm der ehemalige Bürgermeister und Präsident des Senats der Freien Hansestadt Bremen, Henning Scherf, zum ersten Mal die Schirmherrschaft. Auch die Vizepräsidentin des Deutschen Bundestages Claudia Roth (Bündnis 90/Die Grünen), der chinesische Dissident und Schriftsteller Liao Yiwu, der Schauspieler Ralf Bauer sowie die Sängerin Judith Holofernes unterstützen die Kampagne.
Blue Tibet Mit der Kampagne Blue Tibet setzt sich die TID für eine lebenswerte tibetische Landschaft ein und weist auf die drängende Gefahr einhergehend mit Chinas Wasserpolitik hin. Die Kampagne setzt die vorherige GreenTibet.Free.Tibet fort.
Keine Zwangsinternate in Tibet Die Kampagne thematisiert Chinas Assimilierungsbestrebungen gegen tibetische Kinder. Rund eine Million tibetische Kinder sollen sich in Zwangsinternaten befinden, in welchen sie indoktriniert werden. In den Internaten müssen die Kinder Chinesisch sprechen und dürfen ihre Eltern in der Regel nicht sehen. Die TID setzt sich für ein sofortiges Ende der Methoden ein.
Transnationale Repression Mit der Kampagne "Transnationale Repression: Chinas Terror in Deutschland" setzt sich die Tibet Initiative gegen Bedrohung und Einschüchterung von Tibetern in Deutschland durch die chinesische Regierung ein. Sie fordert von der Bundesregierung unter anderem einen Koordinator für Transnationale Repression sowie Anlaufstellen für Betroffene. Die TID ist Mitgründerin der Koalition gegen Transnationale Repression in Deutschland.

## Finanzen
Die Tibet Initiative Deutschland e. V. finanziert sich überwiegend aus Mitgliedsbeiträgen und Spenden. Der e. V. ist Unterzeichner der Initiative Transparente Zivilgesellschaft.
Siehe auch: Liste von Tibet-Organisationen